# 9084 Achristou
9084 Achristou eller 1995 CS1 är en asteroid i huvudbältet som upptäcktes den 3 februari 1995 av den brittiske astronomen David J. Asher vid Siding Spring-observatoriet. Den är uppkallad efter astronomen Apostolos Christou.
Asteroiden har en diameter på ungefär 2 kilometer och den tillhör asteroidgruppen Hungaria.